# Do prostego człowieka
Do prostego człowieka – wiersz Juliana Tuwima opublikowany w 1929 w dzienniku „Robotnik”.
Wiersz został opublikowany 27 października 1929 w dzienniku „Robotnik”, wydawanym wówczas w Warszawie. Utwór Tuwima, zgodnie z poglądami Skamandrytów, wzywa do pacyfizmu, podkreślając manipulacje, którym poddawani są prości ludzie przez rządzących. Autor przeciwstawia się także romantycznemu mitowi żołnierza-bohatera, podkreślając bezsensowność oddawania życia. Wiersz spotkał się ze zdecydowaną reakcją prawicowej krytyki, która zarzucała autorowi, że zachęca do niszczenia polskiej broni (Rżnij karabinem w bruk ulicy!) i do dezercji. Autor w odpowiedzi stwierdził m.in.:

W wierszu moim zwracam się wyraźnie do wszystkich narodów, aby w chwili decydującej przeciwstawiły się wojnie zaborczej, którą – jak dzisiaj każdy człowiek uczciwy i rozsądny – uważam za zbrodnię. Absurdem jest przypuszczać, że nie odczuwam czci dla bohaterstwa w obronie niepodległości kraju.

Za opublikowanie wiersza Komisariat Rządu m.st. Warszawy pociągnął redaktora naczelnego czasopisma „Robotnik” do odpowiedzialności karnej.

## Nawiązania
Piosenka do tekstu wiersza znalazła się na albumie Prowincja (2003) zespołu Akurat, jako dwunasty utwór i jeden z dwóch singli. Wcześniej punkrockowy zespół Liberum Veto nagrał utwór do wiersza, zamieszczony następnie na kasecie Wolny. Nie pozwalam. Wiersz ten wykorzystany jest również przez zespół anarchopunkowy Włochaty w piosence Spacer w deszczu bomb.
Kompozytor Roman Czura wykorzystał wiersz w utworze Do prostego człowieka na sopran i orkiestrę. Na XV Konkursie Kompozytorskim im. Tadeusza Ochlewskiego organizowanego przez Polskie Wydawnictwo Muzyczne jury pod przewodnictwem Krzysztofa Pendereckiego postanowiło przyznać utworowi II nagrodę ex aequo (I nagrody nie przyznano).
Wiele internetowych wersji podaje błędny zapis „Króle z pannami brzuchatemi” zamiast „Króle z panami brzuchatemi” (pannami zamiast panami). Błąd ten powielają niektóre tłumaczenia.